# Melica taylorii
Melica taylorii är en gräsart som beskrevs av Werner Hempel. Melica taylorii ingår i släktet slokar, och familjen gräs. Inga underarter finns listade i Catalogue of Life.